# Puchar Kontynentalny w skokach narciarskich 2000/2001
Puchar Kontynentalny w skokach narciarskich 2000/2001 – rozpoczął się 7 lipca 2000 w Velenje, a zakończył 18 marca 2001 w Hede. Finał cyklu był zaplanowany na 25 marca 2001 w Ruhpolding, lecz z powodu braku śniegu konkurs został odwołany. Spośród 55 zaplanowanych konkursów rozegrano 43, w tym 3 drużynowe. Zwycięzcą cyklu został Fin Akseli Lajunen, drugie miejsce zajął Niemiec Christoph Grillhösl, natomiast trzeci był Lassi Huuskonen.

## Kalendarz i wyniki
| Lp                                            | Data                                          | Miejscowość                                   | Skocznia                                      | Punkt K                                       | Uwagi                                         | 1. miejsce                                                                                  | 2. miejsce                                                                             | 3. miejsce                                                                               |
| --------------------------------------------- | --------------------------------------------- | --------------------------------------------- | --------------------------------------------- | --------------------------------------------- | --------------------------------------------- | ------------------------------------------------------------------------------------------- | -------------------------------------------------------------------------------------- | ---------------------------------------------------------------------------------------- |
| 1.                                            | 7 lipca 2000                                  | Velenje                                       | Grajski grič                                  | K-85                                          | –                                             | Hiroki Yamada                                                                               | Kai Bracht                                                                             | Toni Nieminen                                                                            |
| 2.                                            | 8 lipca 2000                                  | Velenje                                       | Grajski grič                                  | K-85                                          | –                                             | Hiroki Yamada                                                                               | David Andersen                                                                         | Akseli Lajunen Kai Bracht                                                                |
| 3.                                            | 15 lipca 2000                                 | Villach                                       | Alpenarena                                    | K-90                                          | –                                             | Stefan Thurnbichler                                                                         | Thomas Hörl                                                                            | Manuel Fettner                                                                           |
| 4.                                            | 29 lipca 2000                                 | Oberstdorf                                    | Schattenbergschanze                           | K-90                                          | –                                             | Adam Małysz                                                                                 | Jakub Janda                                                                            | Marco Steinauer                                                                          |
| 5.                                            | 19 sierpnia 2000                              | Rælingen                                      | Marikollen                                    | K-88                                          | –                                             | Morten Solem Toni Nieminen                                                                  | –                                                                                      | Lasse Ottesen                                                                            |
| 6.                                            | 20 sierpnia 2000                              | Rælingen                                      | Marikollen                                    | K-88                                          | –                                             | Jure Radelj                                                                                 | Roland Audenrieth                                                                      | Lasse Ottesen                                                                            |
| 7.                                            | 26 sierpnia 2000                              | Winterberg                                    | Sankt-Georg-Sprungschanze                     | K-80                                          | druż.                                         | Austria 1. Thomas Hörl · 2. Manuel Fettner · 3. Stefan Thurnbichler · 4. Stefan Kaiser      | Czechy 1. Jakub Janda · 2. Jakub Hlava · 3. Jakub Sucháček · 4. Jaroslav Sakala        | Finlandia 1. Teemu Pääkkönen · 2. Jussi Hautamäki · 3. Akseli Lajunen · 4. Toni Nieminen |
| 8.                                            | 27 sierpnia 2000                              | Winterberg                                    | Sankt-Georg-Sprungschanze                     | K-80                                          | –                                             | Bjørn Einar Romøren                                                                         | Manuel Fettner                                                                         | Stefan Thurnbichler                                                                      |
| 9.                                            | 9 grudnia 2000                                | Kuopio                                        | Puijo                                         | K-120                                         | –                                             | odwołany                                                                                    | odwołany                                                                               | odwołany                                                                                 |
| 10.                                           | 10 grudnia 2000                               | Kuopio                                        | Puijo                                         | K-120                                         | –                                             | odwołany                                                                                    | odwołany                                                                               | odwołany                                                                                 |
| 11.                                           | 16 grudnia 2000                               | Lahti                                         | Salpausselkä                                  | K-116                                         | –                                             | odwołany                                                                                    | odwołany                                                                               | odwołany                                                                                 |
| 12.                                           | 16 grudnia 2000                               | Liberec                                       | Ještěd                                        | K-120                                         | –                                             | odwołany                                                                                    | odwołany                                                                               | odwołany                                                                                 |
| 13.                                           | 17 grudnia 2000                               | Lahti                                         | Salpausselkä                                  | K-116                                         | –                                             | odwołany                                                                                    | odwołany                                                                               | odwołany                                                                                 |
| 14.                                           | 17 grudnia 2000                               | Liberec                                       | Ještěd                                        | K-120                                         | –                                             | odwołany                                                                                    | odwołany                                                                               | odwołany                                                                                 |
| 15.                                           | 26 grudnia 2000                               | Sankt Moritz                                  | Olympiaschanze                                | K-95                                          | –                                             | Peter Žonta                                                                                 | Christoph Grillhösl                                                                    | Manuel Fettner                                                                           |
| 16.                                           | 28 grudnia 2000                               | Engelberg                                     | Gross-Titlis-Schanze                          | K-120                                         | –                                             | odwołany                                                                                    | odwołany                                                                               | odwołany                                                                                 |
| 17.                                           | 2 stycznia 2001                               | Innsbruck                                     | Bergisel                                      | K-108                                         | –                                             | Manuel Fettner                                                                              | Stefan Kaiser                                                                          | Akseli Lajunen                                                                           |
| 18.                                           | 4 stycznia 2001                               | Bischofshofen                                 | im. Paula Ausserleitnera                      | K-120                                         | –                                             | Veli-Matti Lindström                                                                        | Akseli Lajunen                                                                         | Kai Bracht                                                                               |
| 19.                                           | 12 stycznia 2001                              | Sapporo                                       | Miyanomori                                    | K-90                                          | –                                             | Yukitaka Fukita                                                                             | Masahiko Harada                                                                        | Naoki Yasuzaki Martin Koch                                                               |
| 20.                                           | 12 stycznia 2001                              | Gallio                                        | Pakstall                                      | K-90                                          | –                                             | odwołany                                                                                    | odwołany                                                                               | odwołany                                                                                 |
| 21.                                           | 13 stycznia 2001                              | Sapporo                                       | Ōkurayama                                     | K-120                                         | –                                             | Yukitaka Fukita                                                                             | Hideharu Miyahira                                                                      | Martin Koch                                                                              |
| 22.                                           | 13 stycznia 2001                              | Gallio                                        | Pakstall                                      | K-90                                          | –                                             | odwołany                                                                                    | odwołany                                                                               | odwołany                                                                                 |
| 23.                                           | 14 stycznia 2001                              | Sapporo                                       | Ōkurayama                                     | K-120                                         | –                                             | Masahiko Harada                                                                             | Sōta Okamura                                                                           | Hideharu Miyahira                                                                        |
| 24.                                           | 20 stycznia 2001                              | Brotterode                                    | Inselbergschanze                              | K-98                                          | –                                             | Tami Kiuru                                                                                  | Anders Bardal                                                                          | Christoph Grillhösl                                                                      |
| 25.                                           | 21 stycznia 2001                              | Brotterode                                    | Inselbergschanze                              | K-98                                          | –                                             | Tami Kiuru                                                                                  | Bjørn Einar Romøren                                                                    | Akseli Lajunen                                                                           |
| 26.                                           | 27 stycznia 2001                              | Lauscha                                       | Marktiegelschanze                             | K-92                                          | –                                             | Akseli Lajunen                                                                              | Tami Kiuru                                                                             | Dennis Störl                                                                             |
| 27.                                           | 28 stycznia 2001                              | Lauscha                                       | Marktiegelschanze                             | K-92                                          | –                                             | Igor Medved                                                                                 | Michal Doležal                                                                         | Tami Kiuru                                                                               |
| 28.                                           | 4 lutego 2001                                 | Ramsau                                        | Mattensprunganlage                            | K-90                                          | –                                             | Markus Eigentler                                                                            | Frank Reichel                                                                          | Jure Bogataj Georg Späth Stefan Thurnbichler                                             |
| 29.                                           | 9 lutego 2001                                 | Schönwald                                     | Adlerschanze                                  | K-84                                          | TSch                                          | Tami Kiuru                                                                                  | Georg Späth                                                                            | Maximilian Mechler Roland Audenrieth                                                     |
| 30.                                           | 10 lutego 2001                                | Titisee-Neustadt                              | Hochfirstschanze                              | K-120                                         | druż.                                         | Austria 1. Reinhard Schwarzenberger · 2. Manuel Fettner · 3. Martin Koch · 4. Stefan Kaiser | Niemcy 1. Frank Reichel · 2. Christof Duffner · 3. Hansjörg Jäkle · 4. Georg Späth     | Słowenia 1. Rok Benkovič · 2. Simon Podrebršek · 3. Primož Pikl · 4. Grega Podrzaj       |
| 31.                                           | 10 lutego 2001                                | Westby                                        | Snowflake                                     | K-106                                         | –                                             | Lassi Huuskonen                                                                             | Christoph Grillhösl                                                                    | Sōta Okamura                                                                             |
| 32.                                           | 11 lutego 2001                                | Titisee-Neustadt                              | Hochfirstschanze                              | K-120                                         | TSch                                          | Manuel Fettner                                                                              | Reinhard Schwarzenberger                                                               | Georg Späth                                                                              |
| Turniej Schwarzwaldzki – klasyfikacja końcowa | Turniej Schwarzwaldzki – klasyfikacja końcowa | Turniej Schwarzwaldzki – klasyfikacja końcowa | Turniej Schwarzwaldzki – klasyfikacja końcowa | Turniej Schwarzwaldzki – klasyfikacja końcowa | Turniej Schwarzwaldzki – klasyfikacja końcowa | Georg Späth                                                                                 | Tami Kiuru                                                                             | Pasi Ahonen                                                                              |
| 33.                                           | 11 lutego 2001                                | Westby                                        | Snowflake                                     | K-106                                         | –                                             | Robert Kranjec                                                                              | Janne Ylijärvi                                                                         | Lassi Huuskonen                                                                          |
| 34.                                           | 17 lutego 2001                                | Planica                                       | Bloudkova velikanka                           | K-120                                         | –                                             | Georg Späth                                                                                 | Markus Eigentler                                                                       | Christof Duffner                                                                         |
| 35.                                           | 17 lutego 2001                                | Iron Mountain                                 | Pine Mountain                                 | K-120                                         | –                                             | Sōta Okamura                                                                                | Robert Kranjec                                                                         | Kazuki Nishishita                                                                        |
| 36.                                           | 18 lutego 2001                                | Planica                                       | Bloudkova velikanka                           | K-120                                         | druż.                                         | Austria 1. Markus Eigentler · 2. Manuel Fettner · 3. Florian Liegl · 4. Martin Koch         | Niemcy 1. Roland Audenrieth · 2. Christof Duffner · 3. Hansjörg Jäkle · 4. Georg Späth | Słowenia 1. Miha Rihtar · 2. Simon Podrebršek · 3. Gašper Čavlovič · 4. Primož Peterka   |
| 37.                                           | 18 lutego 2001                                | Iron Mountain                                 | Pine Mountain                                 | K-120                                         | –                                             | Robert Kranjec                                                                              | Kai Bracht                                                                             | Lassi Huuskonen                                                                          |
| 38.                                           | 24 lutego 2001                                | Chamonix                                      | Tremplin aux Bossons                          | K-95                                          | –                                             | Martin Koch                                                                                 | Reinhard Schwarzenberger                                                               | Stefan Kaiser                                                                            |
| 39.                                           | 24 lutego 2001                                | Ishpeming                                     | Suicide Hill                                  | K-90                                          | –                                             | Lassi Huuskonen                                                                             | Robert Kranjec                                                                         | Janne Ylijärvi                                                                           |
| 40.                                           | 25 lutego 2001                                | Chamonix                                      | Tremplin aux Bossons                          | K-95                                          | –                                             | Stefan Kaiser                                                                               | Morten Ågheim                                                                          | Reinhard Schwarzenberger                                                                 |
| 41.                                           | 25 lutego 2001                                | Ishpeming                                     | Suicide Hill                                  | K-90                                          | –                                             | odwołany                                                                                    | odwołany                                                                               | odwołany                                                                                 |
| 42.                                           | 3 marca 2001                                  | Zakopane                                      | Wielka Krokiew                                | K-120                                         | –                                             | Stefan Kaiser                                                                               | Morten Ågheim                                                                          | Jostein Smeby                                                                            |
| 43.                                           | 4 marca 2001                                  | Zakopane                                      | Wielka Krokiew                                | K-120                                         | –                                             | Stefan Kaiser                                                                               | Michael Neumayer                                                                       | Morten Ågheim                                                                            |
| 44.                                           | 9 marca 2001                                  | Vikersund                                     | Vikersundbakken                               | K-90                                          | –                                             | Toni Nieminen                                                                               | Ingemar Mayr                                                                           | Bernhard Metzler Frode Håre                                                              |
| 45.                                           | 10 marca 2001                                 | Vikersund                                     | Vikersundbakken                               | K-90                                          | –                                             | Bernhard Metzler Yukitaka Fukita                                                            | –                                                                                      | Markus Eigentler                                                                         |
| 46.                                           | 10 marca 2001                                 | Harrachov                                     | Čerťák                                        | K-120                                         | –                                             | Jaroslav Sakala                                                                             | Łukasz Kruczek                                                                         | Jan Matura                                                                               |
| 47.                                           | 11 marca 2001                                 | Harrachov                                     | Čerťák                                        | K-90                                          | –                                             | Jaroslav Sakala                                                                             | Michal Doležal                                                                         | Matej Uram Łukasz Kruczek                                                                |
| 48.                                           | 13 marca 2001                                 | Våler                                         | Gjerdrumsbakken                               | K-90                                          | –                                             | Morten Solem                                                                                | Daniel Forfang                                                                         | Kjell Erik Sagbakken Morten Ågheim                                                       |
| 49.                                           | 14 marca 2001                                 | Zaō                                           | Yamagata                                      | K-90                                          | –                                             | Jin’ya Nishikata                                                                            | Kimmo Yliriesto                                                                        | Katsutoshi Chiba                                                                         |
| 50.                                           | 15 marca 2001                                 | Zaō                                           | Yamagata                                      | K-90                                          | –                                             | Katsutoshi Chiba                                                                            | Kimmo Yliriesto                                                                        | Florian Liegl                                                                            |
| 51.                                           | 16 marca 2001                                 | Örnsköldsvik                                  | Paradiskullen                                 | K-90                                          | –                                             | Bernhard Metzler                                                                            | Akseli Lajunen                                                                         | Emil Westberg                                                                            |
| 52.                                           | 17 marca 2001                                 | Örnsköldsvik                                  | Paradiskullen                                 | K-90                                          | –                                             | Akseli Lajunen                                                                              | Morten Solem                                                                           | Kai Bracht                                                                               |
| 53.                                           | 18 marca 2001                                 | Hede                                          | Hedebacken                                    | K-90                                          | –                                             | Morten Solem                                                                                | Masayuki Satō                                                                          | Morten Ågheim                                                                            |
| 54.                                           | 24 marca 2001                                 | Ruhpolding                                    | Große Zirmbergschanze                         | K-120                                         | druż.                                         | odwołany                                                                                    | odwołany                                                                               | odwołany                                                                                 |
| 55.                                           | 25 marca 2001                                 | Ruhpolding                                    | Große Zirmbergschanze                         | K-120                                         | –                                             | odwołany                                                                                    | odwołany                                                                               | odwołany                                                                                 |

## Klasyfikacja generalna
Dwudziestu najlepszych zawodników
| Miejsce | Zawodnik            | Występy | Punkty |
| ------- | ------------------- | ------- | ------ |
| 1.      | Akseli Lajunen      | 21      | 929    |
| 2.      | Christoph Grillhösl | 23      | 758    |
| 3.      | Lassi Huuskonen     | 21      | 664    |
| 4.      | Kai Bracht          | 30      | 662    |
| 5.      | Bernhard Metzler    | 15      | 590    |
| 6.      | Georg Späth         | 14      | 583    |
| 7.      | Robert Kranjec      | 14      | 569    |
| 8.      | Tami Kiuru          | 8       | 557    |
| 9.      | Manuel Fettner      | 10      | 525    |
| 10.     | Sōta Okamura        | 13      | 518    |
| 11.     | Stefan Kaiser       | 9       | 511    |
| 12.     | Morten Ågheim       | 9       | 487    |
| 13.     | Morten Solem        | 21      | 473    |
| 14.     | Roland Audenrieth   | 14      | 444    |
| 15.     | Michael Neumayer    | 23      | 431    |
| 16.     | Yukitaka Fukita     | 9       | 416    |
| 17.     | Dennis Störl        | 14      | 393    |
| 18.     | Stefan Thurnbichler | 14      | 391    |
| 19.     | Markus Eigentler    | 10      | 387    |
| 20.     | Martin Koch         | 8       | 385    |